# TV8 Clermont-Ferrand
Pour les articles homonymes, voir TV8.
TV8 Clermont-Ferrand est une chaîne de télévision municipale clermontoise, située dans le Puy-de-Dôme, ayant émis entre 1998 et 2016.

## Histoire de la chaîne
Cette petite chaîne municipale à l'audience minime a été créée en 1998 sur le réseau câblé et sur le site Internet de la ville de Clermont-Ferrand.
La chaîne aurait disparu courant 2016.

## Organisation

### Programmes
TV8 Clermont-Ferrand diffusait en parallèle de ses magazines, une émission d'information locale toutes les heures de 7h30 à 23h30. 
Des documentaires complétaient l'essentiel des programmes.